# Idea Factory
Idea Factory (アイディアファクトリー?) è una casa produttrice di videogiochi giapponese, fondata il 26 ottobre 1994 da ex dipendenti della Data East. Attualmente, l'azienda è guidata dall'amministratore delegato Shingo Kuwana e dal presidente Yoshiteru Sato.

## Estensione Aziendale
Il 30 settembre 2013 Idea Factory ha esteso la sua presenza internazionale aprendo una sede in California, nota come Idea Factory International. Questa divisione opera come centro informativo per i giochi prodotti da Idea Factory, facilitando la loro diffusione internazionale.
La compagnia possiede tre divisioni interne: la Design Factory, la Compile Hearth e la Otomate, che realizza giochi Otome.

## Giochi pubblicati
| Anno | Titolo                                                            |  | Piattaforma        | Editore                                   |
| ---- | ----------------------------------------------------------------- |  | ------------------ | ----------------------------------------- |
| 1996 | Spectral Tower                                                    |  | PS                 | Idea Factory                              |
| 1996 | Yaku ~Yuujou Danki~                                               |  | PS                 | Idea Factory                              |
| 1997 | Spectral Force                                                    |  | PS                 | Idea Factory                              |
| 1997 | Yaku Tou ~Noroi no Game~                                          |  | PS                 | Idea Factory                              |
| 1998 | Monster Complete World                                            |  | PS                 | Idea Factory                              |
| 1998 | Spectral Force: Aira Kourin                                       |  | Telefoni Cellulari | Idea Factory                              |
| 1998 | Spectral Force 2: Eien naru Kiseki                                |  | PS                 | Idea Factory                              |
| 1998 | Spectral Tower II                                                 |  | PS                 | Idea Factory                              |
| 1999 | Junjou de Karen Meimai Kishi-dan: Spectral Force Seishoujo Gaiden |  | PS                 | Idea Factory                              |
| 1999 | Oasis Road                                                        |  | PS                 | Idea Factory                              |
| 1999 | Spectral Blade                                                    |  | PS                 | Idea Factory                              |
| 1999 | Spectral Force: Itoshiki Ja'aku (Lovely Wickedness)               |  | PS                 | Idea Factory                              |
| 2000 | Densetsu Kemono no Ana: Monster Complete World Ver.2              |  | PS                 | Idea Factory                              |
| 2000 | Ikasama Mahjong                                                   |  | PS                 | Idea Factory                              |
| 2000 | Kingdom of Chaos: SPECTRAL FORCE THE UNIVERSE                     |  | PC                 | Idea Factory                              |
| 2000 | Ma-Mi-Mu-Me☆Mogacho no PRINT HOUR                                 |  | PS2                | Idea Factory                              |
| 2000 | Sky Surfer                                                        |  | PS2                | Idea Factory                              |
| 2000 | Suna no Embrace: Eden no Sato no Navel                            |  | PS                 | Idea Factory                              |
| 2001 | Generation of Chaos                                               |  | PS2                | Idea Factory                              |
| 2001 | Mou Hitotsu no Spectral: GLOBAL FOLKTALE                          |  | PS2                | Idea Factory                              |
| 2001 | RUN=DIM: As Black Soul                                            |  | DC                 | Idea Factory                              |
| 2001 | The Mechsmith RUN=DIM                                             |  | PS2                | Idea Factory                              |
| 2002 | Field of Chaos                                                    |  | PC                 | Idea Factory                              |
| 2002 | Gakuen Toshi Valanoir: KINGDOM OF CHAOS THE UNIVERSE              |  | PS2                | Idea Factory                              |
| 2002 | Generation of Chaos NEXT: Ushinawareshi Kizuna                    |  | PS2                | Idea Factory                              |
| 2003 | Black Stone: Magic & Steel                                        |  | Xbox               | Xicat Interactive                         |
| 2003 | Cardinal Arc ~Konton no Fuusatsu~                                 |  | PS2                | Idea Factory                              |
| 2003 | Generation of Chaos EXCEED: Yami no Seijou Rose                   |  | GameCube           | Idea Factory                              |
| 2003 | Generation of Chaos III: Toki no Fuuin                            |  | PS2                | Idea Factory                              |
| 2003 | Shinki Genso: Spectral Souls                                      |  | PS2                | Idea Factory                              |
| 2004 | Ao no Mama de......                                               |  | PS2                | Idea Factory                              |
| 2004 | Bakuen Kakusei: Neverland Senki ZERO                              |  | PS2                | Idea Factory                              |
| 2004 | Gakuen Toshi Valanoir Roses                                       |  | GC                 | Idea Factory                              |
| 2004 | Lost Aya Sophia                                                   |  | PS2                | Idea Factory                              |
| 2004 | Steady x Study                                                    |  | PS2                | Idea Factory                              |
| 2004 | Shinten Makai Generation of Chaos IV                              |  | PS2                | Idea Factory                              |
| 2004 | Spectral Force: Radical Elements                                  |  | PS2                | Idea Factory                              |
| 2004 | Tenkuu Danzai Skelter Heaven                                      |  | PS2                | Idea Factory                              |
| 2005 | Fushigi Yugi Genbu Kaiden Gaiden: Kagami no Miko                  |  | PS2                | Idea Factory                              |
| 2005 | Hametsu no Mars                                                   |  | PS2                | Idea Factory                              |
| 2005 | Hoshi no Furu Toki                                                |  | PS2                | Idea Factory                              |
| 2005 | Shinki Gensou Spectral Souls II                                   |  | PS2                | Idea Factory                              |
| 2005 | Shinten Makai Generation of Chaos V                               |  | PS2                | Idea Factory                              |
| 2005 | Spectral Force Chronicle                                          |  | PS2                | Idea Factory                              |
| 2005 | Spectral Souls: Resurrection of the Ethereal Empires              |  | PSP                | NIS                                       |
| 2005 | Tsuki wa Kirisaku: Tantei Sagara Kyouichiro                       |  | PS2                | Idea Factory                              |
| 2005 | It's a Game Now! Dokuro-chan                                      |  | PS2                | Idea Factory                              |
| 2006 | Blazing Souls                                                     |  | PS2 PSP            | Idea Factory                              |
| 2006 | Chaos Wars                                                        |  | PS2                | Idea Factory O3 Entertainment             |
| 2006 | Hiiro no Kakera                                                   |  | DS PS2             | Idea Factory                              |
| 2006 | Shinten Makai Generation of Chaos IV: Another Side                |  | PSP                | NIS                                       |
| 2006 | Rec: Doki Doki Seiyū Paradise                                     |  | PS2                | Idea Factory                              |
| 2006 | Spectral Force 3: Innocent Rage                                   |  | Xbox 360           | Idea Factory Atlus                        |
| 2007 | Aedis Eclipse: Generation of Chaos                                |  | PSP                | NIS                                       |
| 2007 | Absolute: Blazing Infinity                                        |  | Xbox 360           | Idea Factory                              |
| 2007 | Apocalypse: Desire Next                                           |  | Xbox 360           | Idea Factory                              |
| 2007 | Diario: Rebirth Moon Legend                                       |  | Xbox 360           | Idea Factory                              |
| 2007 | Mist of Chaos                                                     |  | PS3                | Idea Factory                              |
| 2007 | Record of Agarest War                                             |  | PS3; Xbox 360      | Compile Heart Red Entertainment           |
| 2007 | Spectral Gene                                                     |  | PS2                | Idea Factory                              |
| 2008 | Spectral Force Genesis                                            |  | DS                 | Idea Factory Ignition Entertainment       |
| 2008 | Neverland Card Battles                                            |  | PSP                | Idea Factory                              |
| 2009 | Nuga-Cel!                                                         |  | PS2                | Idea Factory Lupinus                      |
| 2010 | Desert Kingdom                                                    |  | PS2                | Idea Factory Otomate                      |
| 2010 | Natsuzora no Monologue                                            |  | PS2                | Idea Factory Otomate                      |
| 2010 | Motto Nuga-Cel!                                                   |  | PSP                | Idea Factory Lupinus                      |
| 2010 | Trinity Universe                                                  |  | PlayStation 3      | Idea Factory NIS America                  |
| 2011 | Amnesia                                                           |  | PSP                | Idea Factory Otomate                      |
| 2012 | Brothers Conflict: Passion Pink                                   |  | PSP                | Idea Factory Otomate                      |
| 2012 | Diabolik Lovers                                                   |  | PSP                | Idea Factory Otomate                      |
| 2012 | Amnesia Later                                                     |  | PSP                | Idea Factory Otomate                      |
| 2012 | Sweet Fuse                                                        |  | PSP                | Idea Factory Otomate Aksys Games          |
| 2012 | Black Wolves Saga -Last Hope-                                     |  | PSP                | Idea Factory Otomate                      |
| 2013 | Desert Kingdom Portable                                           |  | PSP                | Idea Factory Otomate                      |
| 2013 | Natsuzora no Monologue Portable                                   |  | PSP                | Idea Factory Otomate                      |
| 2013 | Norn9 ~Norn + Nonette~                                            |  | PSP                | Idea Factory Otomate                      |
| 2013 | Princess Arthur                                                   |  | PSP                | Idea Factory Otomate                      |
| 2013 | Amnesia Crowd                                                     |  | PSP                | Idea Factory Otomate                      |
| 2013 | Brothers Conflict : Brilliant Blue                                |  | PSP                | Idea Factory Otomate                      |
| 2013 | Shiratsuyu no Kai                                                 |  | PSP                | Idea Factory Otomate                      |
| 2013 | Kamigami no Asobi                                                 |  | PSP                | Idea Factory Otomate                      |
| 2013 | Snow Bound Land                                                   |  | PSP                | Idea Factory Otomate                      |
| 2013 | Jewelic Nightmare                                                 |  | PSP                | Idea Factory Otomate                      |
| 2013 | Diabolik Lovers : More Blood                                      |  | PSP                | Idea Factory Otomate                      |
| 2013 | Amnesia: Memories                                                 |  | PS Vita            | Idea Factory Otomate                      |
| 2014 | Gakuen K -Wonderful School Days-                                  |  | PSP                | Idea Factory Otomate                      |
| 2014 | Hakuōki Sweet School Life                                         |  | PS Vita            | Idea Factory Otomate                      |
| 2014 | Monster Monpiece                                                  |  | PS Vita            | Idea Factory                              |
| 2014 | Amnesia World                                                     |  | PS Vita            | Idea Factory Otomate                      |
| 2014 | Chronostacia                                                      |  | PSP                | Idea Factory Otomate                      |
| 2014 | Norn9 Last Era                                                    |  | PSP                | Idea Factory Otomate                      |
| 2014 | Enkeltbillet                                                      |  | PSP                | Idea Factory Otomate                      |
| 2015 | Hyperdevotion Noire: Goddess Black Heart                          |  | PS Vita            | Idea Factory International(US/EU) Otomate |

## Giochi sviluppati
| Anno | Titolo                                                                              | Piattaforma                                   | Sviluppatore                                                                       |
| ---- | ----------------------------------------------------------------------------------- | --------------------------------------------- | ---------------------------------------------------------------------------------- |
| 1998 | Spectral Force 2                                                                    | PS                                            | Idea Factory                                                                       |
| 2003 | Shinseiki Genso: Spectral Souls                                                     | PS2                                           | Idea Factory                                                                       |
| 2003 | Generation of Chaos Exceed                                                          | GameCube                                      | Idea Factory                                                                       |
| 2004 | Tenkuu Danzai Skelter Heaven                                                        | PS2                                           | Idea Factory                                                                       |
| 2005 | Hametsu no Mars                                                                     | PS2                                           | Idea Factory                                                                       |
| 2005 | Shinki Gensou Spectral Souls II                                                     | PS2                                           | Idea Factory                                                                       |
| 2005 | Spectral Force 2                                                                    | PS2                                           | Idea Factory                                                                       |
| 2006 | Blazing Souls                                                                       | PS2                                           | Idea Factory                                                                       |
| 2006 | Chaos Wars                                                                          | PS2                                           | Idea Factory                                                                       |
| 2006 | Hiiro no Kakera                                                                     | DS PS2                                        | Idea Factory                                                                       |
| 2006 | Rec: Doki Doki Seiyū Paradise                                                       | PS2                                           | Idea Factory                                                                       |
| 2006 | Spectral Force 3: Innocent Rage                                                     | Xbox 360                                      | Idea Factory                                                                       |
| 2007 | Absolute: Blazing Infinity                                                          | Xbox 360                                      | Idea Factory                                                                       |
| 2007 | Apocalypse: Desire Next                                                             | Xbox 360                                      | Idea Factory                                                                       |
| 2007 | Diario: Rebirth Moon Legend                                                         | Xbox 360                                      | Idea Factory                                                                       |
| 2007 | Mist of Chaos                                                                       | PS3                                           | Idea Factory                                                                       |
| 2007 | Spectral Gene                                                                       | PS2                                           | Idea Factory                                                                       |
| 2007 | Uwasa no Midori-kun!! Natsu Iro Striker                                             | DS                                            | Idea Factory                                                                       |
| 2008 | Uwasa no Midori-kun!! Futari no Midori!?                                            | DS                                            | Idea Factory                                                                       |
| 2008 | Cross Edge                                                                          | PS3, Xbox 360                                 | Idea Factory                                                                       |
| 2010 | Ore no Yome: Anata Dake no Hanayome                                                 | Xbox 360                                      | Idea Factory                                                                       |
| 2010 | Trinity Universe                                                                    | PlayStation 3                                 | Idea Factory, Nippon Ichi Software, Gust Corporation                               |
| 2011 | Hyperdimension Neptunia                                                             | PlayStation 3                                 | Idea Factory, Compile Heart, Nippon Ichi Software, Gust Corporation                |
| 2011 | Spectral Souls                                                                      | Android, iOS                                  | Idea Factory                                                                       |
| 2012 | Hyperdimension Neptunia Mk2                                                         | PlayStation 3                                 | Idea Factory, Compile Heart, Nippon Ichi Software, Gust Corporation, 5pb., Comcept |
| 2012 | Blazing Souls: Accelate                                                             | Android, iOS                                  | Idea Factory                                                                       |
| 2013 | Hyperdimension Neptunia Victory                                                     | PlayStation 3                                 | Idea Factory, Compile Heart                                                        |
| 2013 | Sorcery Saga: Curse of the Great Curry God                                          | PlayStation Vita                              | Idea Factory, Compile Heart, ZeroDiv                                               |
| 2013 | Mugen Souls Z                                                                       | PlayStation 3                                 | Idea Factory, Compile Heart, GCREST                                                |
| 2015 | Root Rexx                                                                           | PlayStation Vita                              | Idea Factory                                                                       |
| 2015 | Megadimension Neptunia VII                                                          | PlayStation 4                                 | Idea Factory                                                                       |
| 2016 | Trillion 1,000,000,000,000: God of Destruction                                      | PlayStation Vita                              | Idea Factory, Compile Heart, Preapp Partners                                       |
| 2023 | Charade Maniacs                                                                     | Nintendo Switch                               | Idea Factory                                                                       |
| 2023 | My Next Life as a Villainess: All Routes Lead to Doom! -Pirates of the Disturbance- | Nintendo Switch                               | Idea Factory                                                                       |
| 2024 | Neptunia Game Maker R:Evolution                                                     | PlayStation 4, PlayStation 5, Nintendo Switch | Idea Factory, Compile Heart                                                        |
| 2024 | Sympathy Kiss                                                                       | Nintendo Switch                               | Idea Factory, Design Factory                                                       |